# 王庄三教庙
王庄三教庙，位于山西省临汾市霍州市退沙街道王庄村，建于元延祐元年(1314年）。殿内壁画保存完好。 。

## 保护
1985年公布为霍县文物保护单位。2021年8月4日，王庄三教庙公布为第六批山西省文物保护单位，编号6-252。